# 罗伯特·康平
罗伯特·康平（？—1444年），文艺复兴时期欧洲佛兰德艺术家。与揚·范艾克同是早期尼德蘭畫派的主要奠基人。其作品透视夸张，细节逼真精致，世俗化倾向明显。由于其职业特性，他多年为人所误读，他长于个人肖像画创作也擅长祭坛画的绘制。代表作《麦洛德祭坛画》等。